# Cái chết của Ayman al-Zawahiri
Ayman al-Zawahiri, thủ lĩnh của nhóm chủ nghĩa thánh chiến Salafi-al-Qaeda, đã bị giết bởi một cuộc tấn công bằng máy bay không người lái của Hoa Kỳ vào ngày 31 tháng 7 năm 2022 tại Kabul, Afghanistan. Hắn là kẻ kế thừa Osama bin Laden, kẻ đã bị lực lượng Hoa Kỳ giết chết ở Pakistan vào ngày 2 tháng 5 năm 2011. Al-Zawahiri, người đã giúp lên kế hoạch cho các cuộc tấn công ngày 11 tháng 9 chống lại Hoa Kỳ, đã lẩn trốn sau các cuộc tấn công, và đã được xác định bởi Cơ quan Tình báo Trung ương Mỹ (CIA) nhiều tháng trước khi xảy ra vụ ám sát. Sau khi nhận được sự ủy quyền của tổng thống Mỹ Joe Biden để bắt đầu cuộc tấn công, CIA đã bắn hai tên lửa Hellfire vào ban công nhà của al-Zawahiri, giết chết ông.
Cuộc đình công diễn ra gần một năm sau khi Chiến tranh Afghanistan kết thúc. Các quan chức Mỹ gọi sự hiện diện của al-Zawahiri ở Afghanistan là vi phạm thỏa thuận về việc rút các lực lượng Mỹ khỏi Afghanistan, theo đó Taliban sẽ không cho phép các thành viên al-Qaeda bất kỳ nơi trú ẩn nào. Sau cuộc đình công, các thành viên của mạng lưới Haqqani đã cố gắng che đậy cái chết của al-Zawahiri, mặc dù Hoa Kỳ đã xác nhận điều đó. Đáp lại cuộc đình công, Biden đã đưa ra một tuyên bố thông báo về cái chết của al-Zawahiri, gọi cuộc đình công là "giải cứu công lý".

## Bối cảnh
Ayman al-Zawahiri là một thủ lĩnh của tổ chức chiến binh cực đoan al-Qaeda và là phó của thủ lĩnh Osama bin Laden của tổ chức này. Ông đã lên kế hoạch cho các cuộc tấn công ngày 11 tháng 9, được thực hiện vào Hoa Kỳ vào ngày 11 tháng 9 năm 2001, cùng với bin Laden. Sau các cuộc tấn công, Tổng thống Mỹ George W. Bush đã công bố danh sách Những kẻ khủng bố bị truy nã gắt gao nhất của Cục Điều tra Liên bang, chỉ định al-Zawahiri là kẻ bị truy nã gắt gao thứ hai sau bin Laden. Trong khi bin Laden lãnh đạo al-Qaeda, nhiều nhà quan sát coi al-Zawahiri là người chịu trách nhiệm cho các hoạt động của tổ chức này. Tuy nhiên, ông đã trốn tránh một cuộc truy lùng quốc tế và các nỗ lực ám sát dưới thời các Tổng thống Bush, Barack Obama và Donald Trump.
Cuối năm 2001, bin Laden và al-Zawahiri đã lẩn tránh sự nắm bắt của các lực lượng Mỹ trong cuộc xâm lược Afghanistan, nơi mà al-Qaeda sử dụng làm căn cứ dưới sự thống trị của Taliban. Bin Laden bị giết trong một cuộc đột kích của Mỹ ở Abbottabad, Pakistan, vào năm 2011, khi al-Zawahiri tiếp quản một al-Qaeda suy yếu sau nhiều năm hoạt động quân sự chống lại nó. Vào năm 2016, có thông tin cho rằng ông đã cố gắng hết sức để trốn tránh lực lượng Mỹ và các quan chức Mỹ tin rằng ông đang ẩn náu trong khu vực dọc theo Đường Durand, biên giới giữa Afghanistan và Pakistan, sử dụng màn hình xanh để che môi trường xung quanh trong khi cung cấp video. tin nhắn.
Sau gần 20 năm chiến tranh, chính phủ Hoa Kỳ đã đàm phán một thỏa thuận rút quân với Taliban, được người kế nhiệm của Trump là Joe Biden chấp nhận, theo đó Taliban đồng ý không cung cấp nơi trú ẩn an toàn cho các cá nhân liên quan đến al-Qaeda và các tổ chức khủng bố khác và Hoa Kỳ đồng ý chỉ tiến hành các hoạt động quân sự ở Afghanistan khi có sự đồng ý của chính phủ Taliban. Khi lực lượng Mỹ bắt đầu rút quân, Taliban nhanh chóng tái chiếm Afghanistan vào năm 2021. Một cuộc tấn công bằng máy bay không người lái ở Kabul, do Mỹ thực hiện khi đang sơ tán, đã khiến 10 người dân thường thiệt mạng. Trong khi phủ nhận lỗi, họ đã bị buộc phải thừa nhận nó sau một bài giải thích của The New York Times. Kể từ đó, họ bắt đầu cẩn thận hơn trong việc ngăn chặn cái chết của dân thường.

## Sự chuẩn bị
Sau khi Kabul rơi vào tay Taliban, gia đình al-Zawahiri chuyển đến một ngôi nhà an toàn trong thành phố theo các quan chức Mỹ, những người đã biết về nó vào năm 2022. Họ bắt đầu theo dõi gia đình ông từ sáu đến bảy tháng trước khi vụ ám sát xảy ra và cuối cùng biết được rằng bản thân al-Zawahiri cũng đã chuyển đến đó từ Pakistan. Ông không bao giờ rời khỏi ngôi nhà an toàn sau khi đến đó và thói quen hàng ngày của ông đã được Cộng đồng Tình báo Hoa Kỳ theo dõi trong nhiều tháng, vì vậy họ có thể xác nhận rằng đó thực sự là ông ta. Tòa nhà nằm ở Sherpur, một khu phố ở trung tâm thành phố Kabul từng là nơi vô chủ, nhưng đã được chuyển đổi thành một khu vực giàu có sau khi Bộ Quốc phòng Afghanistan tiếp quản.
Jonathan Finer, phó cố vấn an ninh quốc gia của Biden, và Elizabeth Sherwood-Randall, cố vấn an ninh nội địa, là những người đầu tiên được thông báo tóm tắt về vị trí của al-Zawahiri vào đầu tháng 4 năm 2022. Sau đó, các quan chức khác đã được thông báo và cố vấn an ninh quốc gia Jake Sullivan đã thông báo tóm tắt Biden ngay sau đó. Trong suốt tháng 5 và tháng 6, các quan chức Mỹ đã xác minh thông tin và chuẩn bị nhiều phương án khác nhau cho Biden nhằm thực hiện vụ ám sát.
Sau khi biết al-Zawahiri thích ngồi trên ban công nhà mình, các quan chức Mỹ đã xây dựng một mô hình quy mô của tòa nhà để chuẩn bị cho cuộc đình công và tránh gây hại cho những người cư ngụ khác. Nó đã được trình chiếu cho Biden vào ngày 1 tháng Bảy. Các quan chức bao gồm William J. Burns, Giám đốc Cơ quan Tình báo Trung ương, Avril Haines, Giám đốc tình báo quốc gia, Christine Abizaid, Giám đốc Trung tâm Chống Khủng bố Quốc gia, đã thảo luận về cuộc đình công với Biden trong ngày. Vào ngày 25 tháng 7, ông nhận được một cuộc họp giao ban cuối cùng và tất cả các quan chức liên quan đến quyết định thực hiện cuộc đình công đã nhất trí thông qua.

## Tấn công
Vào ngày 31 tháng 7 năm 2022, lúc 6:18 sáng theo giờ địa phương, trong khi al-Zawahiri đang đứng bên ngoài ban công ngôi nhà, một máy bay không người lái do Mỹ vận hành đã bắn hai tên lửa AGM-114 Hellfire vào al-Zawahiri, giết chết ông. Biến thể Hellfire được sử dụng được suy đoán là đã được trang bị đầu đạn động năng với các lưỡi bật ra thay vì chất nổ, được sử dụng để chống lại các mục tiêu cụ thể của con người để giảm thiểu thiệt hại; nó đã được gọi là "bom Ninja" và "Ginsu bay".
The New York Times, trích lời một nhà phân tích người Mỹ, báo cáo rằng ngôi nhà đã bị tấn công thuộc sở hữu bởi một phụ tá hàng đầu của Sirajuddin Haqqani, một quan chức cấp cao trong chính phủ Taliban. Một quan chức cấp cao của Mỹ nói với tờ Times rằng Zawahiri đã bị hai tên lửa tấn công khi đang đứng trên ban công. Một nhà phân tích quân sự tuyên bố rằng những hình ảnh về cuộc tấn công được đăng tải trên mạng xã hội chỉ ra cho thấy tên lửa được sử dụng là biến thể R9X, được trang bị các lưỡi dao để tiêu diệt mục tiêu bằng tác động động năng và giảm thiểu thiệt hại.
Tin tức về sự kiện này được đưa ra hai ngày sau khi cuộc tấn công được tiến hành, sau khi tình báo xác nhận rằng al-Zawahiri đã chết. Một quan chức cấp cao của chính quyền Biden xác nhận với các phóng viên rằng một cuộc tấn công bằng máy bay không người lái đã diễn ra ở Afghanistan và nó đã loại bỏ một mục tiêu của al-Qaeda. Biden xác nhận rằng ông đã cho phép cuộc đình công một tuần trước đó và Cộng đồng Tình báo Hoa Kỳ đã theo dõi al-Zawahiri vào đầu năm 2022 khi ông ta chuyển đến Kabul.

## Phản ứng

### Các chính trị gia Hoa Kỳ
Tổng thống Mỹ Joe Biden trong một bài phát biểu trên truyền hình tuyên bố rằng "công lý đã được chuyển giao" và các lực lượng Mỹ sẽ tìm và loại bỏ bất kỳ ai là mối đe dọa đối với Mỹ, đồng thời trích dẫn sự tham gia của al-Zawahiri trong vụ tấn công ngày 11 tháng 9 như một lời biện minh.
Ngoại trưởng Anthony Blinken cáo buộc Taliban "vi phạm nghiêm trọng" thỏa thuận rút tiền bằng cách cho al-Zawahiri ẩn náu. Người phát ngôn Hội đồng An ninh Quốc gia John Kirby cảnh báo Taliban tuân theo thỏa thuận nếu muốn được quốc tế công nhận và tài trợ.
Bộ Ngoại giao đã ban hành "Cảnh báo nguy hiểm trên toàn thế giới" vào ngày 2 tháng 8, cảnh báo về khả năng cao hơn những kẻ có cảm tình với al-Qaeda tấn công người Mỹ sau cuộc tấn công và kêu gọi công dân Mỹ đi du lịch đến các nước khác phải thận trọng..
Các nhà lập pháp liên kết với Đảng Dân chủ tích cực ca ngợi hành động của Biden, bao gồm Chủ tịch Hạ viện Nancy Pelosi, Lãnh đạo Đa số Thượng viện Chuck Schumer, và các thành viên khác nhau của Quốc hội. Ilhan Omar, một trong những người Mỹ Hồi giáo đầu tiên được bầu vào Quốc hội, đã chỉ trích Zawahiri trên Twitter, coi ông là "một con quái vật chịu trách nhiệm cho cái chết của hàng nghìn người trên thế giới".

Các thượng nghị sĩ thuộc Đảng Cộng hòa cũng ca ngợi hành động của Biden, bao gồm cả Marco Rubio và Joni Ernst, mặc dù lãnh đạo Thượng viện GOP Mitch McConnell đã thúc giục chính quyền của Biden có vai trò ảnh hưởng hơn trong các hoạt động chống Taliban.
Marjorie Taylor Greene, tuy nhiên lại lên án Biden vì "hành động khó khăn trên TV". Greene đã tweet rằng trong khi Zawahiri âm mưu các cuộc tấn công khủng bố chống lại Hoa Kỳ, cô tin rằng việc giết người là không cần thiết bởi vì “không ai ở Mỹ gần đây đã đổ mồ hôi cho một cuộc tấn công từ Al Qaeda hoặc thậm chí nghe nói điều gì về chúng.”
Cựu Tổng thống Hoa Kỳ Barack Obama đã hoan nghênh vụ ám sát trên Twitter, tuyên bố rằng "tin tức tối nay cũng là bằng chứng cho thấy có thể tiêu diệt tận gốc chủ nghĩa khủng bố mà không xảy ra chiến tranh ở Afghanistan. Và ông hy vọng nó cung cấp một biện pháp hòa bình nhỏ cho các gia đình vụ 11/9 và tất cả những người khác đã phải chịu đựng dưới bàn tay của al-Qaeda."

### Phản ứng của Taliban
Một tuyên bố từ Taliban lên án hoạt động này và cho biết cuộc tấn công được tiến hành vào một ngôi nhà dân cư ở khu vực Sherpur của Kabul. Người phát ngôn của Taliban cho biết: "Những hành động như vậy là sự lặp lại cuả những kinh nghiệm thất bại trong 20 năm qua và đi ngược lại với lợi ích của Hoa Kỳ, Afghanistan và khu vực".
Theo một quan chức cấp cao của Mỹ, các thành viên của mạng lưới Haqqani, một bộ phận của chính phủ Taliban, đã cố gắng che giấu việc al-Zawahiri đã ở nhà và hạn chế tiếp cận nó, tuy nhiên Mỹ đã có thể xác nhận cái chết của ông ta. từ nhiều nguồn thông tin tình báo. Anh ta cũng tuyên bố rằng nhóm đã chuyển gia đình của al-Zawahiri đến một địa điểm khác sau cuộc đình công.
Taliban không xác nhận cái chết của al-Zawahiri sau cuộc tấn công. Trong khi các quan chức Taliban ban đầu xác nhận vụ tấn công, họ tuyên bố ngôi nhà không có ai. Tổ chức được cho là đang ở trong tình thế tiến thoái lưỡng nan chính trị sau cuộc đình công do mong muốn được cộng đồng quốc tế công nhận, tổ chức này có thể gặp rủi ro nếu thực hiện bất kỳ hành động gây hấn nào và phải đối mặt với áp lực từ trong hàng ngũ của mình để phản ứng lại Hoa Kỳ.
Suhail Shaheen, người đứng đầu văn phòng chính trị của Taliban ở Doha, nói rằng họ không biết về sự hiện diện của al-Zawahiri ở Kabul và một cuộc điều tra đang được tiến hành để xác minh các cáo buộc. Zabiullah Mujahid, người phát ngôn chính của Taliban, đảm bảo rằng Afghanistan sẽ không trở thành nơi ẩn náu của chủ nghĩa khủng bố chống lại bất kỳ quốc gia nào và nhấn mạnh rằng tổ chức này sẽ tôn trọng thỏa thuận rút quân, đồng thời cảnh báo Mỹ ngừng vi phạm.

### Chính phủ quốc tế
Tuy nhiên, Tổng thống Mỹ Joe Biden trong một bài phát biểu trên truyền hình đã tuyên bố rằng "công lý đã được chuyển giao" và các lực lượng Mỹ sẽ tìm và loại bỏ bất kỳ ai là mối đe dọa đối với Mỹ, đồng thời viện dẫn sự tham gia của al-Zawahiri trong vụ tấn công ngày 11 tháng 9 như một lời biện minh. Bộ Ngoại giao Hoa Kỳ đã ban hành "Cảnh Báo Nguy Hiểm Quốc Tế" vào ngày 2 tháng 8, cảnh báo về khả năng cao hơn những kẻ có cảm tình với al-Qaeda sẽ tấn công người Mỹ sau cuộc tấn công và kêu gọi công dân Mỹ đi du lịch đến các nước khác phải thận trọng.
Các đồng minh của Hoa Kỳ trong và ngoài NATO đã ca ngợi cái chết của al-Zawahiri. Thủ tướng Úc Anthony Albanese cho biết ông hy vọng các nạn nhân của vụ tấn công khủng bố tìm thấy "niềm an ủi nhỏ nhoi" trước cái chết của al-Zawahiri, trong khi Thủ tướng Canada Justin Trudeau đã tweet "Cái chết của Ayman al-Zawahiri là một bước tiến tới một thế giới an toàn hơn. Canada sẽ tiếp tục làm việc với các đối tác toàn cầu của họ để chống lại các mối đe dọa khủng bố, thúc đẩy hòa bình và an ninh và giữ cho mọi người ở đây ở nhà và xung quanh thế giới an toàn."
Bộ Ngoại giao Ả Rập Xê Út cho biết "al-Zarahwi được coi là một trong những thủ lĩnh của chủ nghĩa khủng bố đã chỉ huy việc lập kế hoạch và thực hiện các hoạt động khủng bố ghê tởm ở Hoa Kỳ và Ả Rập Xê Út."
Bộ Ngoại giao Trung Quốc phản ứng trước cái chết của al-Zawahiri rằng họ chống lại mọi hình thức khủng bố nhưng đồng thời phản đối "tiêu chuẩn kép" về các hoạt động chống khủng bố và với "cái giá phải trả là chủ quyền" của các nước khác.

### Cá nhân
Greg Barton, chủ tịch Chính trị Hồi giáo Toàn cầu tại Viện Quốc tịch và Toàn cầu hóa Alfred Deakin thuộc Đại học Deakin, cho biết trên Sky News Australia rằng al-Zawahiri có thể bị thay thế bởi một "nhà lãnh đạo hiệu quả hơn và có khả năng hơn".
Cuộc tấn công đã bị nhà báo bảo thủ Marc Thiessen chỉ trích vì được tiến hành từ xa, so với hành động của lính SEAL của Hải quân Mỹ giết Osama bin Laden ở Pakistan. Thiessen viết rằng cuộc tấn công bằng máy bay không người lái không để lại cơ hội thu được thông tin có thể hành động, như hoạt động trước đó ở Pakistan, và so sánh lời biện minh của Biden về hành động này với bình luận của Ngoại trưởng Mỹ Antony Blinken vào tháng 8 năm 2021 về sự sụp đổ của Afghanistan vào tay Taliban, trong mà Blinken gọi những thành viên còn lại của Al-Qaeda là "tàn dư".
Giáo sư người Đức về Luật Quốc tế Christoph Safferling nói trên Tagesschau rằng vụ giết người là vi phạm luật pháp quốc tế, vì ông không coi Al Qaeda là một "tổ chức vũ trang". Chuyên gia pháp lý Robert Chesney lập luận rằng cuộc đình công là hợp pháp theo luật trong nước của Hoa Kỳ và luật quốc tế, vì luật xung đột vũ trang sẽ áp dụng cho Zawahiri do Al Qaeda tiếp tục tham gia lên kế hoạch tấn công bạo lực chống lại Hoa Kỳ. Chuyên gia pháp lý Robert Chesney đã lập luận rằng cuộc đình công là hợp pháp theo luật trong nước của Hoa Kỳ và luật quốc tế, vì luật xung đột vũ trang sẽ áp dụng cho Zawahiri do Al Qaeda tiếp tục tham gia lên kế hoạch tấn công bạo lực chống lại Hoa Kỳ.
Al-Qaeda vẫn chưa nêu tên người kế vị al-Zawahiri. Cuộc đình công đã đặt câu hỏi về sự an toàn của Mark Frerichs, một kỹ sư dân dụng 60 tuổi được cho là bị những kẻ bắt giữ Haqqani và là con tin người Mỹ duy nhất được biết đến ở Afghanistan.